# Гусман, Юснейлис
Юснейлис Гусман Лопес (исп. Yusneylys Guzmán Lopez; 8 августа 1996, Провинция Гавана, Куба) — кубинская спортсменка (вольная борьба), серебряный призёр летних Олимпийских игр 2024 года, чемпионка Панамерики, призёр Панамериканских игр и Игр Центральной Америки и Карибского бассейна, участница Олимпийских игр в Токио.

## Карьера
Она принимала участие на Играх Центральной Америке и Карибского бассейна как в 2014, так и в 2018 году: в 2014 году она завоевала серебряную медаль в весовой категории до 48 кг, а в 2018 году она выиграла бронзовую медаль в весовой категории до 50 кг.
В 2015 году она представляла Кубу на Панамериканских играх 2015 года в Торонто, где в весовой категории до 48 кг осталась без медали, проиграв свой матч за бронзовую медаль Алиссе Лампе из США. В следующем году она участвовала на Панамериканском  квалификационном турнире, но не прошла отбор на Летние Олимпийские игры 2016 года в Рио-де-Жанейро. В этом соревновании она также проиграла свой матч за бронзовую медаль Алиссе Лампе.
В 2019 году она завоевала серебряную медаль в весовой категории до 50 кг на Панамериканских играх, проходивших в Лиме. В 2019 году она также выиграла золотую медаль в весовой категории до 50 кг на Панамериканском чемпионате в Буэнос-Айресе. В том же году она также участвовала в соревнованиях в весовой категории до 50 кг на чемпионате мира, где выбыла из соревнований, проиграв в своей первой схватке.
В марте 2020 года она получила право представлять Кубу на летних Олимпийских играх, пройдя Панамериканский квалификационный турнир, который проходил в Оттаве. В августе 2021 года на Олимпиаде в схватке на стадии 1/8 финала проиграла китаянке Сунь Янань (2:8), так как соперница вышла в финал, Гусман получила шанс побороться за бронзу, однако в утешительной схватке на туше уступила украинке из Оксане Ливач, и заняла итоговое 8 место.
На летних Олимпийских играх 2024 года в Париже, в весовой категории до 50 кг стала обладательницей серебряной медали. В финальной схватке уступила спортсменке из США Саре Хильдебрант.

## Достижения
- Центральноамериканские и Карибские игры 2014 — ;
- Центральноамериканские и Карибские игры 2018 —
- Панамериканский чемпионат по борьбе 2019 — ;
- Панамериканские игры 2019 —
- Олимпийские игры 2020 — 12;